# Elliott Smith - Il cielo ti ama
Elliott Smith - Il cielo ti ama (Heaven Adores You) è un documentario del 2014 diretto da Nickolas Rossi sulla vita e la musica del cantautore statunitense Elliott Smith (1969-2003). È stato proiettato in anteprima al San Francisco International Film Festival il 5 maggio 2014.

## Trama
Il film racconta la vita di Elliott Smith e la sua carriera di musicista, legata principalmente alle città di Portland, New York e Los Angeles. Include foto private, filmati d'archivio e interviste ad amici, famigliari, collaboratori e conoscenti del cantautore, tra cui la sorella Ashley, il musicista Jon Brion, l'ingegnere del suono Larry Crane, il batterista degli Heatmiser Tony Lash, la musicista Joanna Bolme, il produttore discografico Rob Schnapf e Slim Moon, fondatore dell'etichetta discografica Kill Rock Stars.

## Produzione
Il regista Nickolas Rossi conobbe la musica di Elliott Smith a metà degli anni novanta, durante un periodo trascorso a Portland. Cominciò a pensare di girare un documentario dedicato al cantautore nel 2007, dopo aver ricevuto delle risposte positive a un cortometraggio di tributo che aveva girato nel 2003 in seguito alla morte di Smith di fronte al muro che appare sulla foto di copertina di Figure 8.
Nell'autunno del 2009 Rossi si unì al filmmaker Jeremiah Gurzi. Nel 2011 venne lanciata una campagna di crowdfunding su Kickstarter per pubblicizzare la realizzazione del film e raccogliere dei fondi per far partire ufficialmente il progetto.
In seguito al successo ottenuto dal lancio del progetto, Rossi e Gurzi ricevettero un'email da Kevin Moyer, che era stato studente nella stessa scuola di Elliott Smith e si offriva di dare una mano. Moyer prese parte al progetto in qualità di produttore e supervisore della colonna sonora e organizzò gran parte delle interviste.
La maggior parte delle riprese ebbero luogo nel 2012. Nell'autunno 2013 si unì al progetto il produttore Marc Smolowitz, aiutando a gestire la fase di post-produzione del film.
Dopo un anno di partecipazioni a vari festival nel mondo, i diritti del film sono stati acquistati dalla Eagle Rock Entertainment per la distribuzione a livello mondiale nel 2015.

## Colonna sonora
Oltre a contenere almeno una canzone da ognuno degli album pubblicati dal cantautore, il film contiene più di una dozzina di brani inediti.
È inoltre il primo documentario ad aver ottenuto il permesso di utilizzare le musiche di Elliott Smith.

### Tracce
Testi e musiche di Elliott Smith.
1. Untitled Guitar Finger Picking – 1983
2. Untitled Melancholy Song – 1993
3. Don't Call Me Billy (early version of Fear City) – 1993
4. Christian Brothers (performed with Heatmiser) – 1995
5. Hamburgers (performed with Neil Gust) – 1995
6. Plainclothes Man (Elliott Smith solo version) – 1996
7. Unknown Song (instrumental) – 1994
8. Say Yes (live at Yo Yo Festival 1997) – 1997
9. Unknown (instrumental) – 1994
10. Coast to Coast (early version) – 1995-96
11. Waltz #1 (demo) – 1997
12. Untitled Soft Song in F – 1993
13. True Love – 2001
14. Miss Misery (live on Late Night with Conan O'Brien) – 1998
15. L.A. – 1999
16. Son of Sam (acoustic) – 1999
17. The Last Hour (early version) – 1999
18. Everything Means Nothing to Me – 1999
19. Happiness (single version) – 1999
20. I Love My Room – 1984-85